# قطعنامه ۱۴۱۶ شورای امنیت
قطعنامه  ۱۴۱۶ شورای امنیت سازمان ملل متحد که در تاریخ ۱۳ ژوئن ۲۰۰۲ تصویب شد، سندی بین‌المللی دربارهٔ بررسی وضعیت در قبرس است. این قطعنامه طی نشست ۴۵۵۱ام با ۱۵ رای موافق، ۰ مخالف و ۰ ممتنع تصویب شد.